# Idea Vilariño
Idea Vilariño Romani, née à Montevideo (Uruguay le 18 août 1920 et morte le 28 avril 2009 ) est une femme de lettres, essayiste, poétesse et traductrice uruguayenne.

## Biographie
Idea Vilariño est née dans une famille de classe moyenne et éduquée, dans laquelle la musique et la littérature étaient présents. Son père, Leandro Vilariño (1892-1944), était un poète remarqué. Comme ses frères Numen, Poema, Azul et Alma, elle étudie la musique. Sa mère était bien au courant de la littérature européenne,. À 16 ans, une maladie la sépare de sa famille et marque sa vie, la rendant plus sensible et fragile. Sa poésie est ainsi émotive et triste, avec une thématique de la solitude, de l'amour et de la souffrance.
Très jeune, elle commence à écrire quelques poèmes avant de publier sa première œuvre, La Suplicante (1945).
Idea Vilariño est professeure de Littérature dans l'enseignement secondaire de 1952 au Coup d'État de 1973. En 1985, elle reprend l'enseignement dans la Faculté des Sciences humaines et de l'éducation.
Elle appartient à la Génération de 45 (es) avec Juan Carlos Onetti, Mario Benedetti, Sarandy Cabrera (es), Carlos Martínez Moreno, Ángel Rama, Carlos Real de Azúa, Carlos Maggi, Alfredo Gravina (es), notamment et a participé dans certains revues littéraires comme Clinamen, Número, Marcha, La Opinión, Brecha, Asir et Texto Crítico. Comme traductrice, elle a traduit Shakespeare.
Plusieurs livres parlent de son intense amour pour Juan Carlos Onetti. Poemas de amor évoque l'indécision d'Onetti et son abandon pour se marier avec une autre femme[réf. nécessaire].
Ses poèmes ont été traduits en italien, allemand et portugais.
Idea Vilariño meurt à Montevideo le 28 avril 2009 à 88 ans de suites d'une mauvaise chirurgie[réf. nécessaire].

## Œuvres

### Poésie
- La suplicante (1945)
- Cielo Cielo (1947)
- Paraíso perdido (1949)
- Por aire sucio (1950)
- Nocturnos (1955)
- Poemas de amor (1957)
- Pobre Mundo (1966)
- Poesía (1970)
- No (1980)
- Canciones (1993)
- Poesía 1945 - 1990 (1994)
- Poesía completa (2002). Barcelone, Éd. Lumen, 2008,  (ISBN 978-84-264-1663-6)

#### En français
- Ultime anthologie, traduit par Éric Sarner, éditions La Barque, 2017.

### Essai
- Grupos simétricos en la poesía de Antonio Machado (1951)
- La rima en Herrera y Reissig (1955)
- Grupos simétricos en poesía (1958)
- Las letras de tango (1965)
- El tango cantado (1981)